# MVP mistrzostw Afryki w koszykówce mężczyzn
MVP mistrzostw Afryki w koszykówce mężczyzn – nagroda przyznawana najbardziej wartościowemu zawodnikowi mistrzostw Afryki w koszykówce mężczyzn.

## Laureaci
(X) – cyfra w nawiasie oznacza kolejną nagrodę, przyznaną temu samemu zawodnikowi
| Rok  | Zawodnik           | Pozycja    | Zespół                       | przyp. |
| ---- | ------------------ | ---------- | ---------------------------- | ------ |
| 1974 | Gaston Gambor      | Środkowy   | Republika Środkowoafrykańska |        |
| 1980 | Mathieu Faye       | Obrońca    | Senegal                      |        |
| 1987 | Frédéric Goporo    | Obrońca    | Republika Środkowoafrykańska |        |
| 1993 | Étienne Preira     | Skrzydłowy | Senegal                      |        |
| 1997 | Oumar Mar          | Obrońca    | Senegal                      |        |
| 1999 | Lamine Diawara     | Środkowy   | Mali                         | [ 1 ]  |
| 2001 | Miguel Lutonda     | Obrońca    | Angola                       |        |
| 2003 | Miguel Lutonda (2) | Obrońca    | Angola                       |        |
| 2005 | Boniface N'Dong    | Środkowy   | Senegal                      | [ 2 ]  |
| 2007 | Joaquim Gomes      | Środkowy   | Angola                       | [ 3 ]  |
| 2009 | Joaquim Gomes (2)  | Środkowy   | Angola                       | [ 3 ]  |
| 2011 | Salah Mejri        | Środkowy   | Tunezja                      | [ 4 ]  |
| 2013 | Carlos Morais      | Obrońca    | Angola                       | [ 5 ]  |
| 2015 | Chamberlain Oguchi | Obrońca    | Nigeria                      | [ 6 ]  |
| 2017 | Ike Diogu          | Środkowy   | Nigeria                      | [ 7 ]  |